# Bert Andréas
Herbert Friedrich Andréas (* 1. Oktober 1914 in Hamburg; † 6. Oktober 1984 in Genf) war ein deutscher Historiker und Bibliograf.

## Leben
Bert Andréas, der Sohn des kaufmännischen Angestellten Hermann Bernhard Andreas (1884–1948) und seiner Frau Emma Stiehler (1877–1948), besuchte die Volksschule Rellingerstraße in Hamburg ab 1920, wechselte zu Ostern 1924 auf die Realschule Weidenstieg und schließlich auf das Gymnasium Kaiser-Friedrich-Ufer. 1928 trat er in den Kommunistischen Jugendverband Deutschlands (KJVD) ein.
Ab 1931 arbeitete er als Journalist u. a. für das Hamburger Fremdenblatt. Von Herbst 1931 bis Februar 1933 besuchte er die Volkshochschule in Berlin und hörte öffentliche Vorlesungen von Ludwig Geiger und Gustav Mayer. Von 1932 bis 1934 war er für die DERUTA (Deutsch-russische Transport- und Lager-GmbH, Hamburg) tätig und gehörte der KPD-Stadtteilleitung Hamburg-Sternschanze an. Nach der Machtübernahme durch die Nationalsozialisten war er im März und April 1933 in Haft wegen seiner politischen Gesinnung. 1934 veröffentlichte er sein antimilitaristisches und antinazistisches Buch Mata Hari.
Im Oktober 1934 floh er ins Saargebiet, dann nach Paris und Belgien. Im Parteiauftrag ging er im Frühjahr 1935 nach Brasilien (Pseudonym l'oncle Bello). 1936 war er in Holland im Exil. Während der Zeit des Nationalsozialismus nahm er, in Verehrung von Bert Brecht, den Vornamen Bert an. Nach der deutschen Invasion Hollands im Mai 1940 wurde er im Februar 1941 in die 351. Division der Infanterie (Münster/Westfalen) gezwungen, aber im April 1941 als wehrunwürdig entlassen. Er verlor die deutsche Staatsbürgerschaft, die er erst 1953 von der Bundesrepublik Deutschland wiedererhielt. Von Dezember bis Juni 1943 saß er in Gestapo-Haft im KZ Hamburg-Fuhlsbüttel. Bert Andréas gehörte ab Ende 1943 dem „Raad van verzet“ (niederländische Résistance) an. Von Mai 1944 bis Frühjahr 1952 war er für den Vertrieb und als Geschäftsführer des Verlages Republiek de Letteren in Amsterdam tätig.
Gegen Kriegsende begann er mit der Sammlung einer Bibliothek zur Theorie und Praxis der Arbeiterbewegung, die 1951 schon 2800 Titel zählte. Er versuchte über Bruno Kaiser, den damaligen Leiter der späteren Bibliothek des Instituts für Marxismus-Leninismus beim Zentralkomitee der SED, in diesem Bereich Fuß zu fassen. 1952 bis 1962 war er Mitarbeiter der Bibliotheca Giangiacomo Feltrinelli. Während dieser Zeit entdeckte er unbekannte Dokumente der Familie Marx und fand die Bibliothek des 1840 gegründeten Genfer Allgemeinen Arbeitsvereins mit Exemplaren von Moses Heß und Johann Philipp Beckers in einem Kohlenkeller. Seine wichtigste wissenschaftliche Arbeit war vermutlich seine Bibliografie der Drucke und Übersetzungen des Manifests der Kommunistischen Partei. Erstmals wurden sechs verschiedene Titelblätter der Erstausgabe von 1848 bestimmt und wichtige Informationen zur Druckgeschichte ermittelt. Seine Bibliographie über die frühen Schriften von Marx und Engels ist zugleich eine internationale Wirkungsgeschichte der Werke von Marx und Engels.
Seit 1968 war Bert Andréas am Institut universitaire de hautes études internationales (IUHEI), Genf angestellt, ohne Lehrverpflichtung. In dieser letzten Lebensperiode (1966–1984) widmete sich Andréas zusammen mit Wolfgang Mönke, Jacques Grandjonc und Hans Pelger der Erforschung des Lebens von Marx und Engels von 1844 bis zum Manifest. Besonders hervorgehoben werden müssen die Edition der Deutsche-Brüsseler-Zeitung und die Erforschung der Association Démocratique.
Aus seinem Nachlass befindet sich die etwa 20.000 Bände umfassende Bibliothek im Karl-Marx-Haus, Trier. Grandjonc erbte testamentarisch Manuskripte, Korrespondenzen und persönliche Dokumente.

## Werke (Auswahl)
- Mata Hari. Uhlenhorst Verlag, Hamburg 1934.
- T'jen Tsjun: Tchifong Dorp in Augustus.Vertaald door B. Andréas. Pegasus, Amsterdam 1949.
- La sezione tedesca della Biblioteca Feltrinelli. In: Avanti. Milano vom 19. Juni 1952, S. 3.
- Theun de Vries: Feuertaufe. 3 Bände. Volk und Wissen, Berlin 1953.
- Theun de Vries: Kaddisch. Erzählung aus dem besetzten Holland. In: Aufbau. Kulturpolitische Monatsschrift. Aufbau-Verlag, Berlin Nr. 9, September 1957, S. 257–268.
- Eine Broschüre und eine fast unbekannte Flugschrift von Engels zur Bauernfrage. In: Sowjetwissenschaft. Gesellschaftliche Beiträge. Berlin Juli 1957. Nr. 7, S. 878–883.
- Ich bin kein Marxist. In: Die Andere Zeitung. Hamburg 4. Jg., 20. März 1958 Nr. 12, S. 4.
- Kommunistische Zeitschrift. London 1847. Probeblatt des Original-Exemplares im Schweizerischen Sozialarchiv Zürich, eingel. von Bert Andréas. Limmat Verlag, Zürich 1960.
- Briefe und Dokumente der Familie Marx aus den Jahren 1862–1873 nebst zwei unbekannten Aufsätzen von Friedrich Engels. In: Archiv für Sozialgeschichte. Band II. Verlag für Literatur und Zeitgeschehen, Hannover 1962, S. 167–293. (online)
- Le Manifeste Communiste de Marx et Engels. Histoire et bibliographie 1818–1918. Feltrinelli, Milano 1963.
- Zur Agitation und Propaganda des Allgemeinen Deutschen Arbeitervereins 1863/64. In: Archiv für Sozialgeschichte. Band III Verlag für Literatur und Zeitgeschehen, Hannover 1963, S. 297–423. (online)
- Marx über die SPD, Bismarck und das Sozialistengesetz. In: Archiv für Sozialgeschichte. Band V Verlag für Literatur und Zeitgeschehen Hannover, 1965, S. 363–376. (online)
- Marx et Engels et la gauche héglienne. In: Annali dell'Istituto Giangiacomo Feltrinelli. Milano Vol. VII., 1965, S. 353–526.
- Zu Engels's Bibelkritik. In: Archiv für Sozialgeschichte. Band VI/VII Verlag für Literatur und Zeitgeschehen Hannover, 1966/67, S. 579–581. (online)
- mit Wolfgang Mönke: Neue Daten zur „Deutschen Ideologie“. Mit einem unbekannten Brief von Karl Marx und anderen Dokumenten. Archiv für Sozialgeschichte. Band VIII. Verlag für Literatur und Zeitgeschehen Hannover, 1968, S. 167–293. (online)
- mit Wolfgang Mönke: Ein unbekannter Brief von Karl Marx an Joseph Weydemeyer. In: Beiträge zur Geschichte der deutschen Arbeiterbewegung. Januar 1968. Nr. 1, S. 49–67.
- als Hrsg.: Gründungsdokumente des Bundes der Kommunisten (Juni bis September 1847). Hauswedell, Hamburg 1969.
- La Première Internationale. Receuill de documents publié sous la direction de Jacques Freymond. Tome III. und Tome IV. Textes établis et annotés par Bert Andréas et Miklós Molnár. Genève 1971.
- Zwei Artikel Engels' aus dem Volksstaat. In: Friedrich Engels. 1820–1870. Referate Diskussionen Dokumente. Redaktion: Hans Pelger. Verlag für Literatur und Zeitgeschehen, Hannover 1971, S. 302–317.
- Marx´ Verhaftung und Ausweisung Brüssel Februar / März 1848. (= Schriften aus dem Karl-Marx-Haus. Heft 22). Trier 1978
- Ferdinand Lassalle – Allgemeiner Deutscher Arbeiterverein: Bibliographie ihrer Schriften und der Literatur über sie 1840 bis 1975. Bonn, 1981, ISBN 3-87831-336-5.
- mit Jacques Grandjonc und Hans Pelger: Deutsche-Brüsseler-Zeitung. 1. Januar 1847 - 27. Februar 1848. Faksimile und Einführung mit Anmerkungen. Editions Culture et Civilisation, Bruxelles 1981.
- Karl Marx / Friedrich Engels. Das Ende der klassischen deutschen Philosophie. Bibliographie. (= Schriften aus dem Karl-Marx-Haus. Heft 28). Trier 1983.
- mit Jacques Grandjonc und Hans Pelger (Hrsg.): Unbekanntes von Friedrich Engels und Karl Marx. Teil I: 1840–1874. (= Schriften aus dem Karl-Marx-Haus. Heft 33). Trier 1986.
- Studien zu Marx´ erstem Paris-Aufenthalt und zur Entstehung der Deutschen Ideologie. (= Schriften aus dem Karl-Marx-Haus. Heft 43). Trier 1990, ISBN 3-926132-16-7.
- mit Jacques Gandjonc und Hans Pelger (Hrsg.): Association Démocratique, ayant pour but l´union et la fraternité de tous les peuples. Eine frühe internationale demokratische Vereinigung in Brüssel 1847–1848. (= Schriften aus dem Karl-Marx-Haus. Heft 44). Bearb. von Helmut Elsner und Elisabeth Neu. Trier 2004, ISBN 3-86077-847-1.

## Auswahl entdeckter Texte von Marx und Engels
- Friedrich Engels: Entwurf des Kommunistischen Glaubensbekenntnisses[4] online MEW Band 4
- Friedrich Engels: Zur Bauernfrage[5] online MEW Band 19
- Karl Marx: Interview mit dem Grundleger des modernen Sozialismus. Besondere Korrespondenz der „Tribune“.[6] online MEW Band 34